# Believe (álbum de Disturbed)
Believe es el segundo álbum de estudio de la banda de metal alternativo Disturbed, lanzado a la venta el 17 de septiembre de 2002 que debutó en el número uno en el Billboard 200 gráfico, fue el primer debut de Disturbed que envió más de 284.000 copias en su primera semana. Fue certificado con doble platino por Recording Industry Association of America en los Estados Unidos el 23 de septiembre de 2008, el mismo día The Sickness fue certificado por cuádruple platino. También fue certificado con el disco de platino en Australia y Canadá y disco de oro en Nueva Zelanda.

## Versiones de lanzamiento
También se lanzó una versión del álbum limitada, expedido con un DVD y en ediciones de lujo, el álbum también fue sacado con un DVD-Audio.. Contiene el álbum de MLP 5.1 canales de sonido envolvente (96kHz/24-bit) y MLP 2.0 (192KHz/24-bits) de sonido estéreo. Por compatibilidad con DVD-A no jugadores, sino que también contiene 5.1 Dobly Digital y DTS. Además el disco contiene el vídeo de Prayer detrás de las citas de la canción, videofilmación y escenas de la grabación de la banda Believe en el estudio, y quince minutos de las imágenes más destacadas de MOL. Disturbed de DVD casero.

## Recepción
Believe ha recibido comentarios positivos de parte de los críticos. En el sitio web de Metacritic el álbum que actualmente tiene un puntuaje de 62% sobre la base de nueve comentarios en Allmusic. El revisor Torreano Bradley elogió el álbum, declarando que Believe, Disturbed tiene el tipo de salto que sus héroes Soundgarden y Pantera después de sus respectivos registros de avance. Él también afirma que" ya no está en función de la agitación del tempo y percusión basado en riffing del pasado, el guitarrista Dan Donegan ha hecho grandes avances en la ampliación de su sonido a fin de incluir el trabajo más variado guitarra por todos lados. " El sitio web CultureDose.net afirma que el álbum es "Uno de los mejores álbumes de rock de 2002."

## Lista de canciones
Todas las canciones escritas y compuestas por Disturbed. 
| N.º | Título         | Duración |  |
| 1.  | «Prayer»       | 3:41     |  |
| 2.  | «Liberate»     | 3:29     |  |
| 3.  | «Awaken»       | 4:29     |  |
| 4.  | «Believe»      | 4:27     |  |
| 5.  | «Remember»     | 4:11     |  |
| 6.  | «Intoxication» | 3:14     |  |
| 7.  | «Rise»         | 3:57     |  |
| 8.  | «Mistress»     | 3:46     |  |
| 9.  | «Breathe»      | 4:21     |  |
| 10. | «Bound»        | 3:53     |  |
| 11. | «Devour»       | 3:52     |  |
| 12. | «Darkness»     | 3:56     |  |

## Personal
Disturbed
- David Draiman - vocales, guitarra.
- Dan Donegan - guitarra, teclados, voz secundaria.
- William Joshnson - guitarra rítmica
- Steve Kmak - bajo
- Mike Wengren - batería, guitarra en "Darkness".

Músicos adicionales
- Alison Chesley - violoncello

Producción
- Johnny K - productor
- Andy Wallace - remezclas
- Howie Weinberg - remasterización
- Tony Adams - técnico
- Chris Glatfelter - técnico
- Mick Haggerty - director artístico.
- Stephen Danelian and Luke - fotografía

## Posición en las listas
| Año  | Lista                        | Posición |
| ---- | ---------------------------- | -------- |
| 2002 | Australian ARIA Albums Chart | 32       |
| 2002 | Austrian Albums Chart        | 42       |
| 2002 | Canadian Albums Chart        | 2        |
| 2002 | Danish Albums Chart          | 30       |
| 2002 | Finnish Albums Chart         | 33       |
| 2002 | New Zealand Top Albums Chart | 1        |
| 2002 | Swedish Albums Chart         | 35       |
| 2002 | Swiss Albums Chart           | 91       |
| 2002 | US Billboard 200             | 1        |
| 2002 | US Top Internet Albums       | 1        |

| Año  | Canción    | Lista                  | Posición |
| ---- | ---------- | ---------------------- | -------- |
| 2003 | "Liberate" | Mainstream Rock Tracks | 4        |
| 2003 | "Liberate" | Modern Rock Tracks     | 22       |
| 2002 | "Prayer"   | Mainstream Rock Tracks | 3        |
| 2002 | "Prayer"   | Modern Rock Tracks     | 3        |
| 2002 | "Prayer"   | The Billboard Hot 100  | 58       |
| 2002 | "Prayer"   | Canadian Singles Chart | 14       |
| 2002 | "Prayer"   | UK Singles Chart       | 31       |
| 2002 | "Remember" | Mainstream Rock Tracks | 6        |
| 2002 | "Remember" | Modern Rock Tracks     | 22       |

| Predecesor: "Home" de Dixie Chicks | Billboard 200 — Álbum N° 1 29 de septiembre de 2002 - 5 de octubre de 2002 | Sucesor: "Elv1s: 30 #1 Hits" de Elvis Presley |